# Hattie Noel
Hattie Noel (Saint Martin, 2 de fevereiro de 1893 — Los Angeles, 13 de novembro de 1969) foi uma atriz, cantora e dançarina norte-americana.

## Biografia
Pouco sabe sobre sua vida. Aos doze anos ela fugiu de casa para juntar-se a uma trupe de artistas itinerantes, e durante duas décadas se apresentou cantando em dançando em espetáculos de Vaudeville. 
Ela estreou no cinema em um curta-metragem chamado King for a Day (1934), onde interpretou uma empregada, papel que repetiria inúmeras vezes durante sua carreira. A atriz apareceu em dezoito filmes, muitas vezes nem sendo creditada. 
Em 1939 fez teste para o papel em ...E o Vento Levou, mas perdeu para a colega Hattie McDaniel, que acabou ganhando o Oscar.
Hattie Noel atuou em filmes como As Mulheres (The Women, 1939), Irene (Idem, 1940), Kitty Foyle (Idem, 1940), Se Você Fosse Sincera (Lady Be Good, 1941) e Craked Nuts (1941) , A Lei das Selvas (Law of the Jungle, 1942) . Após atuar, como ela mesma em Honeymoon Lodge (1943), a artista abandonou a carreira de atriz, passando a dedicar-se exclusivamente a sua carreira de cantora. Embora tivesse experiência como cantora de jazz, passou a gravar discos com músicas humorísticas, recheadas de duplo sentido. Seus discos fizeram muito sucesso, obtendo expressivo números de vendas .
Hattie Noel morreu em 13 de novembro de 1969, aos 76 anos.

## Filmografia
Lista dos filmes que atuou :
- 1943 - Honeymoon Lodge ... Hattie Noel

- 1942 - Law of the jungle (A Lei das Selvas) ...Irmã do Chefe Mojobo
- 1942 - Em Cada Coração um Pecado  ... Daisy, emprgada da família Gordon
- 1942 - Dama por Uma Noite .... Chloe
- 1941 - Se Você Fosse Sincera ... dançarina especializada em Montage
- 1941 - Cracked Nuts ... Chloe
- 1941 - Double Date .... Lilac
- 1940 - Kitty Foyle ..... Myrtle
- 1940 - I'm Nobody's Sweetheart Now .... Bedelia
- 1940 - A Volta de Frank James .... Camareira de Denver House
- 1940 - Irene  ... 'Mama' , cantora do show
- 1940 - Loucuras da Mocidade ... Adella
- 1940 - Casados e Apaixonados ..... Hildegard
- 1940 - Ele Casou Sua Mulher .... Sarah, empregada de Valéria

- 1939 - Little Accident ...Melissa

- 1939 - As Mulheres ... empregada no trêm
- 1939 - Our Leading Citizen ....Druscilla
- 1934 - King for a Day, com Bill Robinson